# فوج الشرطة الشمالي
فوج الشرطة الشمالي ( Polizei-Regiment Nord ) بمثابة تشكيل للشرطة تحت قيادة قوات الأمن الخاصة في ألمانيا النازية. أثناء عملية بارباروسا، تم نشرها في المناطق التي تحتلها ألمانيا في الاتحاد السوفياتي، في المنطقة الخلفية لمجموعة الجيوش الشمالية. 
تم تشكيل فوج الشرطة المركزي في يونيو 1941 من خلال الجمع بين ثلاث كتائب من الشرطة النظامية (أوربو) والوحدات المرتبطة بها. كان الفوج تابعًا لهانس أدولف بروتزمان، قائد قوات الأمن الخاصة العليا والشرطة (HSS-PF) لمجموعة الجيوش الشمالية. 
إلى جانب أينزاتسغروبن، ارتكبت طرائم القتل الجماعي في الهولوكوست. لا تزال المعلومات المتعلقة بنطاق أنشطة الوحدة محدودة، على عكس فوج الشرطة المركزي والجنوب، لم يتم اعتراض تقارير الوحدة من المخابرات البريطانية عام 1941. واجهت قيادة Prützmann صعوبات في التواصل خلال صيف عام 1941. ثم ابتداءً من 12 سبتمبر، تم توجيه تعليمات إلى HSS-PF بعدم إرسال تقاريرها عبر الراديو. وبالتالي، لم يتم فك تشفير أي من تقاريرها كجزء من عملية ألترا، برنامج الاستخبارات البريطانية للإشارات. 

### اقتباسات
1. 1 2  Breitman 1998.
2. ↑  Smith 2004.

- Breitman، Richard (1998). Official Secrets: What the Nazis Planned, What the British and Americans Knew. New York: Hill and Wang/Farrar Straus & Giroux. مؤرشف من الأصل في 2020-08-07.
- Smith، Michael (2004). "Bletchley Park and the Holocaust". في Scott، L. V.؛ Jackson، P. D. (المحررون). Understanding Intelligence in the Twenty-First Century: Journeys in Shadows. ISBN:0714655333.  Smith، Michael (2004). "Bletchley Park and the Holocaust". في Scott، L. V.؛ Jackson، P. D. (المحررون). Understanding Intelligence in the Twenty-First Century: Journeys in Shadows. ISBN:0714655333.  Smith، Michael (2004). "Bletchley Park and the Holocaust". في Scott، L. V.؛ Jackson، P. D. (المحررون). Understanding Intelligence in the Twenty-First Century: Journeys in Shadows. ISBN:0714655333.